# 快思慢想
《快思慢想》（英语：Thinking, Fast and Slow）為2002年諾貝爾經濟學獎得主丹尼爾·卡尼曼於2011年出版的暢銷書。本書因為向公眾普及了有關行為經濟學、工程學和醫學的相關知識，而於2012年獲得了美國國家學院知識傳播獎的最佳創作獎。
本書總結了丹尼爾·卡尼曼數十年來的研究成果，其中有不少部分是和阿摩司·特沃斯基合作的結果。書中含涵蓋了卡尼曼學術生涯當中三個不同階段所研究的三大領域：分別為早期有關於認知偏誤的研究、之後有關於展望理論的研究以及後期有關於幸福理論的研究。
本書將人類的思維歸納為兩大思考模式：系統一快速、直覺且情緒化。系統二較慢、較具計畫性且更仰賴邏輯。卡尼曼根據自己對損失規避的研究，解釋人們理性和非理性動機與兩種思維系統之間的關聯，以及兩種系統如何互相補足各自的弱點。作者指出由於人們受框架效應影響，且傾向於為複雜的問題尋找簡單的答案，因此人們往往對自己的決斷過於自信。
此外，作者亦分享了自己多年來從事研究工作的觀察，這些觀察來自自己和以色列國防軍合作的項目，以及和其他單位與研究者的交流。

## 概要

### 兩大系統
在書中的第一章，卡尼曼如此形容兩大思考模式：
| - 系統一：自動化的運作，非常快、不費力氣，即使要費力，也很少，它不受自主控制。以下為系統一的工作內容，大致依複雜度排序如下： - 判斷一個物體較另一個物體距離自己更遠。 - 判斷一個聲音來源的位置。 - 接續完成「戰爭與……」（"War and......"）這個片語。（戰爭與和平） - 當看到一張可怕的圖片時，做出厭惡的表情。 - 回答 2 + 2 = ? - 閱讀大型廣告看板上的文字。 - 在沒有車輛的道路上開車。 - 在棋局中發現一條好路（如果你是國際象棋大師的話）。 - 理解簡單的句子。 - 在讀到「一個溫和、整潔、很注意細節的人」這一描述時聯想到某種職業。 | - 系統二：動用到注意力去做費力的心智活動，包括複雜的計算。系統二的運作通常都跟代理人、選擇和專注力的主觀經驗有關。以下為系統二的工作內容： - 賽跑運動員為起跑做好準備。 - 將自己的注意力集中在馬戲團的小丑身上。 - 在聲音吵雜的派對中，將自己的注意力集中在某人身上。 - 尋找白頭髮的女人。 - 試圖辨識聲音。 - 維持比平常走路時更快的步伐。 - 根據社交場合的不同，判斷自己的行為是否妥當。 - 清點一段文字中有多少個字母A。 - 將自己的電話號碼提供給別人。 - 將車輛停入寬度很窄的停車格中。 - 比較兩台洗衣機的性價比。 - 檢驗一道複雜的邏輯推理的有效性。 - 計算 17 x 24 的積。 |

卡尼曼設計了一系列實驗，以驗證人們在使用兩種不同的思考系統時，在完成相同的工作時是否會得出不同的結果。他用以下詞語形容自己研究的各種項目，這些詞語包括：連貫性、注意力、懶惰性、聯想、跳到結論、WYSIATI（英語：What you see is all there is，你所看到的就是全貌）以及人們如何做出決斷。有關系統一和系統二的爭論包括對人們決策時是否使用推理等，這些爭論對包括法律和市場調查在內的許多領域皆具研究意義。

### 捷徑與偏見
這裡的「捷徑」指的是「捷徑思維法」，簡稱「捷思法」。本書的第二章解釋人們如何缺乏統計思維。本章的開頭便列舉出多種情況下，人們傾向於做出二元式的決策或不能夠準確地判斷各種結果發生的機率。卡尼曼用捷思法的理論解釋這種現象。此前，自己最早於1974年和阿摩司·特沃斯基共同發表的一篇文章《在不確定的情況下做決策：捷思法與偏見》（英語：Judgment Under Uncertainty: Heuristics and Biases）中探討這種現象。
卡尼曼用捷思法的觀點解釋系統一是如何傾向於從既有的模式或思維中組織新的資訊，而不是根據每一新的經驗創造出新的模式。以下列舉幾個例子：
- 一名在過去只看過多邊形的孩童在第一次看到圓形的時候，可能會將圓形視為八邊形。
- 當一名法官不能跳脫捷思法的思維，在審理案件的時候，他會過度拘泥於比較該案件和過去相似案件的雷同之處，而忽略了其獨特之處。

該理論除能解釋統計學上的問題外，亦能解釋人們的思維偏見。

#### 錨定效應
錨定效應泛指人們容易受到和思考議題無關的數字所影響的傾向。當受試者在回答和數字有關的問題時，同時又看到了和該問題無關的數字，如果和問題無關的數字較大，則在回答問題時，傾向於給出較大的數字，反之亦然。
錨定效應的原理廣泛應用於談判和議價上。舉例而言，聖雄甘地過世時的年齡為78歲。當人們被問到「甘地去世時是否超過114歲」時，多數人回答的數字會高於被問到「甘地去世時是否超過35歲」時回答的數字。各種實驗顯示，人們的行為受到當前環境影響的程度，遠高於自己的估計和期望。

#### 可得性
當人們因為想起某一事件時能夠輕易聯想到相關的案例，而認為該事件發生的機率較其他事件高時，則陷入可得性捷思法的認知偏誤。簡而言之，可得性捷思法的概念可用「因為我自認能透徹地思考這件事情的全貌，因此這件事情必然重要」來形容。因此，一件事情的結果的可能性之多寡，往往和人們對該事情的結果之影響程度的想像成正比。換而言之，如果我們能夠很輕易地想像一件事情的後果，則我們更傾向於認為該事情的後果較其他事情的後果更加龐大，反之亦然。雖然可得性捷思法有時能幫助我們做出正確的判斷，但人們對一類事情發生的頻率之估計和實際發生的頻率往往落差甚大。

#### 屬性替代
當人們面對一個複雜的問題時沒能立即找到滿意的答案，系統一傾向於用簡單的問題將複雜的問題替代。卡尼曼以自己最為人知但也最具爭議的實驗「琳達實驗」，又稱合取謬誤）為例，受試者被要求在腦中想像一位名為琳達的女學生，她年輕、單身、直言又聰明，且十分關心歧視問題和社會正義。之後，受試者被問到琳達是一位銀行行員，還是一位身為女性主義者的銀行行員，絕大多數的受試者回答了後者，明顯違反概率的原則（由於後者為前者的子集，因此後者的概率不可能高於前者的概率）。在這個案例中，系統一將「琳達是否是女性主義者？」這一較簡單的問題替代了「琳達是否是一位身為女性主義者的銀行行員？」這一較複雜的問題，而忽略了原問題中琳達作為銀行行員的前提條件。另有觀點指出，受試者在被問到該問題時，自行對問題中女性主義的部分賦予文化層面上的解讀，因此將該問題視為邏輯上「互斥或」的概念。

#### 樂觀偏見與損失規避
卡尼曼指出，有一種無處不在的樂觀偏見可能是諸多認知偏誤中最重要者，這種認知偏誤可用來解釋控制錯覺。控制錯覺是指人們過度高估自己對身邊事物掌握的程度。
一項自然實驗揭露了人們一種常見但缺乏正當理由的樂觀偏見。由於人們在估價時，往往傾向於低估成本又高估實際的效益，這種現象稱為規劃謬誤，也解釋了人們為何會選擇高風險的投資。以2002年美國廚房改裝的費用為例，儘管平均估價為$18,658，但實際平均花費為$38,769，接近估價的兩倍。
為解釋過度自信的現象，卡尼曼提出了WYSIATI（英語：What You See Is All There Is，你所看到的就是全貌）的概念。該理論認為，當人們在做決定時，會優先考慮「已知的已知」（英語：Known knowns，既清楚其相關性亦能掌握其本質的現象），鮮少考慮「已知的未知」（英語：Known unknowns，知道其相關性但尚不能掌握其本質的現象），完全忽略「未知的未知」（英語：Unknown unknowns，既不知其相關性亦不能掌握其本質的現象）。
卡尼曼並進一步說明，由於人們對世界的認知主要由諸多小而不具代表性但必要的觀察所組成，因此難以充分考慮各種因素的複雜性。此外，由於人們在思考時傾向於忽略事件發生的機率因素，因此容易錯誤地假設尚未發生的事件會類似於已發生的事件。

#### 框架效應
框架效應指人們被問及相同的問題但不同的描述時，人們會選擇乍聽之下較有利或順耳的描述作為方案。舉例而言，當受試者被問到是否願意手術治療時，被告知存活率為90%的受試者會較被告知死亡率為10%的受試者更願意承擔風險，儘管兩者的風險完全相同。

#### 沉沒成本
人們往往不願意正視持續增加投資未必會帶來更多回報的事實，而選擇鋌而走險地持續對過去投資失敗的項目增資，以逃避過去投資失敗帶來的反悔心理。

### 過度自信
本章講述人的心智在自認為充分理解一件事情時，是如何會產生非理性的自信。作者指出，人們往往高估自己對世界的理解程度，尤其容易低估機率的因素，這是由於人們對自己的後見之明有著充分自信。換而言之，對於已發生的事物能夠理解透徹。卡尼曼對過分自信理論的觀點深深影響了日後納西姆·尼可拉斯·塔雷伯對該理論的研究。

### 選擇
本章節卡尼曼將主題拉回到經濟學，並詳細介紹自己對展望理論開創性的研究。卡尼曼研究發現，人們在面對問題時，會傾向於個別處理各項問題，而當其他參照點被列入考慮時，人們對參照點的選擇（又稱框架）會對最終的結果會造成不成比例的影響。此外，作者亦於本章節說明如何避免陷入系統一的思維缺陷。

#### 展望理論
在研究丹尼爾·伯努利提出的效用理論時，卡尼曼發現了該理論的不足之處，因此提出了展望理論，而獲得了2002年的諾貝爾經濟學獎。卡尼曼指出，效用理論忽略了人們在面對風險下做決定時受認知偏誤影響的因素，因此和現實存在差距。
舉例而言，損失規避的認知偏誤導至人們做決定時會優先避免損失，而不是尋求獲利。此外，人們對一件事情機率變化的評估受其參照點影響。以評估一場比賽（或任何賽局）贏的機率為例，人們看待由0%提升到10%的機率變化（從不可能到可能）會大於由45%到55%的變化，但小於由90%到100%的變化（從可能到必然），儘管三者按傳統效用理論的觀點而言並無提升幅度的差別。反之，人們評估輸的機率則會得到相反的排序，即會優先考慮輸的機會為0的選項。
本書出版以後，《經濟文獻雜誌》探討了書中有關於展望理論的部分，並分析了該理論的四項基本因素。

### 兩種自我
本書的第五章探討了近年來有關兩種自我的區別之論證，這兩種自我分別為「體驗自我」和「記憶自我」。

#### 兩種自我
卡尼曼提出了一套衡量人們歡樂或痛苦程度的新方式，兩者皆可每一段時間進行一次評估，並於評估完成後將歷次分數加總。作者稱這種指標為「體驗式幸福感」，並視其為另一種「自我」。這種自我稱為「記憶自我」，有別於傳統問卷調查試圖衡量的「體驗自我」。作者根據問卷結果發現，按兩種不同的方式衡量幸福感會得到不同的結果。

#### 人生作為一篇故事
卡尼曼發現，「記憶自我」會忽略每次歡樂或痛苦經驗的時間長度，而是根據歡樂或痛苦經驗的強度以及經驗結束後的結果來評估排序。因此，因此，人們更受到「記憶自我」所主宰。
卡尼曼於書中寫道：「我是我的『记忆自我』，而幫助我生活的『體驗自我』則如同陌生人一樣陌生。」

#### 體驗式幸福感
卡尼曼在1990年代首次對快樂經濟學進行過研究，當時學界對快樂經濟學的研究主要侷限於對生活滿意度的問卷調查。由於作者先前曾對不可靠的記憶進行過研究，十分質疑生活滿意度作為幸福的衡量標準之可靠性，因此自己設計的問卷以「體驗自我」作為衡量幸福的依據。假設有一名女子海倫，她在今年三月的時候感覺特別幸福，則代表她在該月花費更多時間在自己希望能夠持續做（或不想停止做）的事情上，花費較少時間在自己希望能夠避免的事情上，且花費不多的時間在介於前述兩種型態之間的事情上。

#### 思考人生規劃
卡尼曼指出，當人們在思考人生當中的一件事情時，在思考的當下會高估該單一事件於一生當中的實際影響。這種認知偏誤又稱「聚焦錯覺」，和書中稍前提及的屬性替代和WYSIATI（英語：What You See Is All There Is，你所看到的就是全貌）的概念相似。作者以自己和妻子的一次對話為例，兩人當時在討論由加州搬到東岸的普林斯頓一事，作者的妻子認為加州人因為加州的氣候較溫暖而感到比東岸人幸福，自己則告訴妻子氣候和幸福感之間並無直接關聯。

## 獎項與殊榮
- 2011年洛杉磯時報圖書獎[15]
- 2011年紐約時報書評年度選書之一[16]
- 2011年環球郵報年度百大最佳書籍之一[17]
- 2011年經濟學人年度選書之一[18]
- 2011年華爾街日報非虛構類年度選書之一[19]
- 2012年美國國家學院知識傳播獎最佳創作獎[2]

## 評價
《快思慢想 》截至2012年為止已賣出超過100萬本。本書於出版的2011年被列入該年度的紐約時報暢銷書榜。赫芬頓郵報、衛報、紐約時報、金融時報、獨立報、彭博商業周刊和紐約書評亦對本書發表書評。
此外，本書亦受到多個專業學術期刊的評價，包括《經濟文獻雜誌》、《美國教育雜誌》、《美國心理學期刊》、《規劃理論》、《美國經濟學家》、《風險與保險雜誌》、《密歇根法律評論》、《美國科學家》、《當代社會學期刊》、《科學》、《情境》、《威爾遜季刊》、《技術傳播》、《多倫多大學法律雜誌》、《普通語義學評論》與《科學美國人腦科學》。
此外，《心理科學學會年刊》亦曾發表過對本書的書評。

## 可重複性危機
本書所引用的部分有關心理學和社會科學的文獻當中，部分數據遭人質疑不具可重複性。一份網路上的文章分析了本書第四章所引用的文獻，計算出可信度值（英語：R-Index）為14，即毫無可信度可言。卡尼曼本人也在這篇文章底下回覆，指出自己在寫該章節時「過於輕信他人可信度不足的研究結果」。有評論家諷刺，卡尼曼自己陷入了和自己所研究的認知偏誤相似的認知偏誤。

## 外部連結
- Thinking, Fast and Slow （页面存档备份，存于），《快思慢想》一書的摘要。（英文）
- How To Think Fast & Slow （页面存档备份，存于），企鵝圖書澳洲提供的摘錄。（英文）
- Daniel Kahneman changed the way we think about thinking. But what do other thinkers think of him? （页面存档备份，存于），卡尼曼有關本書的多次採訪。（英文）